# Les Expatriées
Les Expatriées (Expats) est une mini-série américaine en six épisodes d'environ 64 minutes créée par Lulu Wang, diffusée entre le 26 janvier et le 23 février 2024 sur Prime Video,.
Il s'agit de l'adaptation du roman The Expatriates de l'autrice américaine Janice Y. K. Lee (en), publié en 2016.

## Distribution

### Principaux
- Nicole Kidman (VF : Danièle Douet ; VQ : Anne Bédard) : Margaret Woo
- Sarayu Blue (VF : Marie Zidi ; VQ : Éveline Gélinas) : Hilary Starr
- Ji-young Yoo (VF : Vanessa Van-Geneugden ; VQ : Sandrine Fagnant) : Mercy Kim
- Brian Tee (VF : Nessym Guetat ; VQ : Philippe Martin) : Clarke Woo
- Tiana Gowen (VF : Camille Gondard) : Daisy Woo
- Bodhi del Rosario (VF : Aurore Saint-Martin) : Philip Woo
- Ruby Ruiz (VF : Isabelle Ferron) : Essie
- Amelyn Pardenilla (VF : Camille Ravel) : Puri Bunyi
- Jack Huston (VF : Boris Rehlinger ; VQ : Maël Davan-Soulas) : David Starr

### Secondaires
- Blessing Mokgohloa (en) : Pasteur Alan Mambo
- Flora Chan (en) : Olivia Chu
- Bonde Sham (zh) (VF : Claire Pérot) : Charly
- Will Or (en) : Tony
- Grace Wong (en) (VF : Émilie Duchênoy) : Priscilla

 Source et légende : version française (VF) sur RS Doublage

## Épisodes
1. Le Pic Victoria (The Peak)
2. Le Marché de nuit (Mongkok)
3. Interconnexions (Mid-Levels)
4. Le Continent (Mainland)
5. Divorce (Central)
6. Chez soi (Home)